# Sandro Rosell
Alexandre Rosell i Feliu (Barcelona, 6 de marzo de 1964), más conocido como Sandro Rosell, es un empresario de marketing español. Fue presidente del Fútbol Club Barcelona entre 2010 y 2014
Es diplomado en Ciencias Empresariales y MBA por ESADE. Empezó su vida profesional en la empresa Myrurgia, pasando posteriormente al departamento de marketing internacional del Comité Organizador de los Juegos Olímpicos de Barcelona 92 (COOB 92). Fue vicepresidente del Fútbol Club Barcelona entre 2003 y 2005. Es propietario de la empresa Bonus Sports Marketing, S.L. (BSM) dedicada al marketing deportivo. Fue el 39.º presidente del Fútbol Club Barcelona desde el 1 de julio de 2010 al 23 de enero de 2014, cuando renunció a su cargo.
Rosell estuvo encarcelado sin fianza desde el 25 de mayo de 2017 como parte de una investigación de lavado de dinero relacionada con la compra de derechos de televisión para los partidos anteriores de la selección brasileña. El 24 de abril de 2019, la Audiencia Nacional le absolvió de todos los cargos junto a otras cinco personas Tras la absolución, en julio de 2020 demandó al Estado por responsabilidad patrimonial tras pasar casi dos años en prisión preventiva. El 26 de septiembre de 2023 también fue absuelto de todos los cargos por fraude fiscal

## Biografía

### Primeros años
Sandro Rosell nació el 6 de marzo de 1964 en Barcelona. .Es diplomado en Empresariales y MBA por ESADE. Empezó su vida profesional en el Departamento Internacional de la perfumera Myrurgia.
En el año 1990 se incorpora al Comité Organizador de los Juegos Olímpicos de Barcelona 92 (COOB 92) en el departamento de marketing internacional como responsable de los patrocinadores internacionales.
En el año 1993 fue gerente en España de la empresa suiza ISL, empresa dedicada al patrocinio deportivo y agente comercial del COI, FIFA, FIBA, UEFA e IAAF, así como de la LFP.
En el año 1996 se fue a la multinacional Nike como responsable de marketing deportivo para España y Portugal, cargo que ocupó durante tres años. Fue el artífice del contrato con el FCB, todavía vigente.
En el año 1999 se trasladó a Río de Janeiro y ejerció como sports marketing manager de Nike en Latinoamérica. Entre otros, gestionó el contrato entre Nike y la Confederación Brasileña de Fútbol.
Regresó a España en el año 2002 y fundó la empresa Bonus Sports Marketing, S.L. (BSM) dedicada al marketing deportivo. Entre otros importantes proyectos ha desarrollado el proyecto Football Dreams, que actualmente está en su tercera edición y que se desarrolla en África, Asia y Latinoamérica. El principal objetivo de dicho proyecto es utilizar el fútbol para ayudar al desarrollo social del continente africano.
Durante su estancia en Brasil conoce al antiguo presidente de la confederación brasileña de fútbol, Ricardo Texeira, que era presidente de la CBF desde 1989 y cuyo cargo tuvo que dejar en 2012 cuando sale del país repentinamente para reunirse con su mujer y si hija Antônia, ambas afincadas desde antes en Miami, EE. UU.. A esta última, Antônia, de 11 años, transfirió Rosell la cantidad de 1,7 millones de euros. La justicia suiza investiga a Texeira por el escándalo ISL.
Rosell es socio de la agencia Alianto, que en 2008 organiza un partido amistoso de la selección brasileña contra Portugal y por la cual recaudó de la provincia de Brasilia la cantidad de 4 millones de euros. La policía federal de Brasilia investiga la actuación de la agencia Alianto por posible malversación de caudales públicos. Días antes del partido amistoso una filial de la agencia Alianto se registra en la finca privada de Texeira.
Los derechos de imagen de los partidos amistosos de la selección brasileña recaen en la agencia ISE desde 2013 y hasta 2022, a quien Texeira los vendió sin previa consulta con la CBF. La agencia ISE recauda la cantidad de 1,6 mill. de dólares americanos por cada partido amistoso. En 2012 periodistas del rotativo "Estado do Sao Paulo" sacan a la luz un supuesto contrato, por el cual sin embargo solo 1,1 millones pasarían a la CBF mientras que 0,45 millones USD son desviados a la agencia Uptrend Development, registrada en el estado de Nueva Jersey, EE. UU., a nombre de Alexander R. Feliu (Sandro Rosell). De los siguientes 24 partidos amistosos de la selección brasileiña pasarían a la agencia Uptrend Development en Nueva Jersey la cantidad de 11 millones de dólares. Ambos desmienten más tarde públicamente estos datos. 
Tras la tenedora de los derechos de los partidos amistosos de la selección brasileña hasta 2022, ISE, se encuentran inversores de Arabia Saudí y Catar. Durante la presidencia de Rosell en el F. C. Barcelona se firma un contrato de patrocinio con el emirato de Catar, para lucir su nombre en la indumentaria del club, que había estado libre de publicidad durante toda su historia.

### Libro y moción de censura
En abril de 2006, se publicó un libro autobiográfico titulado Benvingut al món real donde explicaba su vida profesional, exponiendo entre muchos temas su paso por el F. C. Barcelona. Se vendieron un total de 80.000 ejemplares de Benvingut al món real, los beneficios por los derechos de autor de los cuales fueron destinados a la asociación para personas con minusvalías psíquicas, Special Olympics.
El 27 de junio de 2008 realizó una rueda de prensa en la que explicó su apoyo al voto de censura contra la directiva del F. C. Barcelona que presidía Joan Laporta y su intención de presentarse a unas hipotéticas elecciones a la presidencia del club ya fueran en 2008, si hubiese prosperado la moción de censura o de lo contrario en el año 2010.

## F. C. Barcelona

### Vicepresidente deportivo del Barcelona durante la presidencia de Joan Laporta (2003-2005)
Otra vez en Barcelona, creyó que era el momento oportuno para cumplir el sueño que perseguía desde muy pequeño y que nunca había ocultado a su familia y sus amigos: un Barça ganador. Era uno de los pilares fundamentales de la candidatura encabezada por Joan Laporta que consiguió ganar las elecciones al F. C. Barcelona de 2003. Fue entonces cuando Sandro Rosell pasó a ser el nuevo vicepresidente deportivo del F. C. Barcelona. Ocupó dicho cargo durante dos años (2003-2005).

### Elecciones a la presidencia del F. C. Barcelona en 2010
El 11 de mayo de 2010 Sandro Rosell presenta su precandidatura a la presidencia del F. C. Barcelona con el lema 'Tots som el Barça' (Todos somos el Barça). Su propuesta para las elecciones a la presidencia del F. C. Barcelona se fundamentan en mejoras sustanciales en las áreas económica, patrimonial y social.
Alguna de las claves más destacadas de su precandidatura son que "los socios son los únicos y auténticos propietarios del club", "crear un Espacio Barça que esté abierto los 365 días del año a los socios del club, acabar las instalaciones de la Ciudad Deportiva Joan Gamper, recuperar los terrenos situados en la ciudad deportiva, impedir la venta del total de los terrenos del Miniestadi", "gestión más transparente y mayor austeridad en tiempos de crisis". Los valores de la propuesta de Sandro Rosell y su equipo proponen son austeridad, independencia, solidaridad, armonía, socios, patrimonio y excelencia deportiva. La campaña electoral estuvo marcada por los reproches y acusaciones entre los candidatos. Ante el fichaje de David Villa, en plena campaña, Rosell expresó sus sospechas de que pudiera ser un fichaje electoralista y argumentó que con él de presidente hubiese salido mucho más barato. Más tarde se supo que por aquel entonces tenía contactos con Fernando Torres, patrocinado por Nike. Su candidatura triunfó con un porcentaje del 61,5% de los votos, siendo el presidente más votado de la historia del club.
A pesar de negarlo repetidamente durante la campaña electoral de 2010, en 2013 se hicieron públicos los documentos que confirmaban que Sandro Rosell firmó, durante la campaña electoral que le llevó a la presidencia del Barça, un acuerdo con los Boixos Nois y otros grupos de animación del club para crear una grada de animación. La Conselleria de Interior de la Generalitat anunció que estudiaría abrir un segundo expediente al Barça por la venta de entradas de manera directa o indirecta a grupos violentos para partidos en el Camp Nou.

### Presidente del F. C. Barcelona (2010-2014)
Sandro Rosell inició su mandato como 39.º presidente del F. C. Barcelona el 1 de julio de 2010. Josep Maria Bartomeu fue en su mandato vicepresidente deportivo, Jordi Cardoner Casaus, vicepresidente social, Carles Vilarrubí y Carrió, vicepresidente institucional, Xavier Faus y Santasusana, vicepresidente económico, Toni Freixa, portavoz, y Susana Monje y Gutiérrez, tesorera. Entre las primeras decisiones que tomó su junta, estuvo la rebaja de Johan Cruyff en "miembro de honor" ya que los estatutos no prevén la figura de presidente de honor, dejando la decisión final para la siguiente asamblea de Socios compromisarios. Esa decisión provocó la dimisión inmediata de Johan Cruyff como presidente de honor y la devolución ante las cámaras del pin que le honraba como tal. Además de ser el principal responsable de la marcha de Josep Guardiola.
Antoni Rossich fue nombrado director general del club, en sustitución de Joan Oliver, director general corporativo durante los anteriores dos años.
Sandro Rosell denunció irregularidades económicas en la caja fuerte del club en el ejercicio (2009-2010), último de la presidencia de Joan Laporta. Sin embargo, en febrero de 2013 la fiscalía superior de justicia de Catalunya archivó las diligencias de la investigación al no encontrar ningún indicio de delito durante los años en que Laporta estuvo al frente del club (2003-2010).
En el ámbito económico, la decisión más importante de la presidencia de Rosell fue el patrocinio de Qatar Foundation y Qatar Airways de la camiseta del primer equipo del club. El Fútbol Club Barcelona ingresó unos 30 millones de euros por ese patrocinio.
En el ámbito social, Rosell se ha distinguido por su rupturismo con la anterior directiva. Haciéndose eco de una noticia publicada en el diario Marca en la que el presidente de la Junta de Extremadura Guillermo Fernández Vara aseguraba haber sido insultado por Joan Laporta (a raíz, en caso de ser cierta la acusación, de un artículo escrito por Fernández Vara dos meses antes en Marca atacando al presidente barcelonista), su primera acción como presidente fue visitar al presidente extremeño para pedirle perdón por los supuestos insultos. Asimismo, retiró a Johann Cruyff de su cargo de presidente honorífico al no contemplarse este cargo en los estatutos del club. Siguiendo en su línea rupturista, recuperó para el filial el nombre de Barcelona B, retirando la denominación FC Barcelona Atlètic, usada entre 1974 y 1991 y nuevamente desde 2008 por el filial blaugrana.
Con la idea de recuperar patrimonio, como así prometió el presidente Sandro Rosell en las elecciones de julio de 2010, el club pagó cuatro millones de euros para recuperar una parcela de 18 000 m², situada dentro de la ciudad deportiva de Sant Joan Despí, vendida por Joan Laporta en enero de 2010 a la sociedad MCM Renting especializada en la reforma y estilismo de fachadas. Dicha empresa, que también construye la nueva Masía. También, la junta de Sandro Rosell pudo paralizar la recalificación de los terrenos del Miniestadi.
En lo deportivo, unido a la renuncia de Txiki Begiristain (reemplazado por Andoni Zubizarreta y Narcís Julià), se prescindió también de los servicios de José Ramón Alexanko, encargado del fútbol base, que fue sustituido por Guillermo Amor y Albert Puig. Se fichó a dos nuevos jugadores: el brasileño Adriano Correia y el argentino Javier Mascherano, procedentes del Sevilla y del Liverpool respectivamente. 
En 2010 se renovó como entrenador por un año a Pep Guardiola y el contrato se volvió a renovar por otra temporada. Pero las desavenencias del entrenador con Rosell fueron cada vez mayores hasta el punto de que Guardiola abandonó el club en 2012 pidiendo a Rosell y a su junta directiva que lo dejaran en paz. Un año más tarde, el propio Guardiola denunció a Rosell por haber incumplido ese pacto.
El 23 de enero de 2014, Sandro Rosell renunció a su cargo por la admisión a trámite del juez Ruz de la querella por apropiación indebida en modalidad de distracción y por simulación contractual en el traspaso de Neymar. Por ello fue acusado de presunto blanqueo de capitales y pertenencia a organización criminal, por lo que fue detenido por la Guardia Civil. Desde el 25 de mayo de 2017 hasta el 27 de febrero de 2019 estuvo encarcelado en la prisión de Soto del Real de manera preventiva. El 24 de abril de 2019, la Audiencia Nacional le absolvió de todos los cargos junto a otros cinco acusados. 

Sandro Rosell, tras la absolución, ha demandado al Estado español por responsabilidad patrimonial y reclama cerca de 30 millones de euros para resarcirse por haber estado en prisión preventiva durante casi 2 años. El expresidente del Barça pretende que sean los profesionales (jueces, policías y fiscales) que intervinieron en su caso los que afronten la reclamación. En concreto su petición supone 28.062.950 por las pérdidas de sus negocios al entrar en prisión, 200.000 euros por daño psicológico, 405.000 por lastrar su reputación y 320.000 por daño afectivo. Además, Rosell ha interpuesto una querella por prevaricación contra la jueza Carmen Lamela, quien revocó en 13 ocasiones la petición de anular la prisión preventiva.

#### Traspasos
En negrita, jugadores actuales.
| Ranking | Jugador           | Equipo anterior | Precio € (en millones de euros) | Año  | Notas  |
| ------- | ----------------- | --------------- | ------------------------------- | ---- | ------ |
| 1.      | Neymar            | Santos FC       | 87 millones más 2 en variables. | 2013 | [ 29 ] |
| 2.      | Cesc Fàbregas     | Arsenal         | 29+5                            | 2011 | [ 30 ] |
| 3.      | Alexis Sánchez    | Udinese         | 26+11                           | 2011 | [ 31 ] |
| 4.      | Javier Mascherano | Liverpool       | 26.8                            | 2010 | [ 32 ] |
| 5.      | Alex Song         | Arsenal         | 19.0                            | 2012 | [ 33 ] |
| 6.      | Jordi Alba        | Valencia        | 14.0                            | 2012 | [ 34 ] |
| 7.      | Adriano           | Sevilla         | 13.5                            | 2010 | [ 35 ] |

#### Títulos ganados durante su presidencia
- Liga Española (2): 2010-11, 2012-13
- Copa del Rey de Fútbol (1): 2011-12
- Supercopa de España de Fútbol (3): 2010, 2011, 2013
- Liga de Campeones de la UEFA (1): 2010-11
- Supercopa de Europa: (1) 2011
- Copa Mundial de Clubes de la FIFA: (1) 2011